# مارغريت أبوي
مارغريت أبوي (بالفرنسية: Marguerite Abouet)‏ (مواليد 1971، أبيدجان)، هي كاتبة وروائية ومُخرجة سينمائية إيفوارية.

## روابط خارجية
مارغريت أبوي على موقع IMDb (الإنجليزية)
- مارغريت أبوي على موقع ألو سيني (الفرنسية)
- مارغريت أبوي على موقع قاعدة بيانات الفيلم (الإنجليزية)